# Manaure (La Guajira)
Pour les articles homonymes, voir Manaure.
Manaure est une municipalité située dans le département de La Guajira, en Colombie.